# Хајмвер
Хајмвер (домовинска гарда) или понекад Хајматшуц (домовинска одбрана) је била националистичка, првобитно паравојна група која је деловала у Аустрији током 1920-их и 1930-их; по методама, организацији и идеологији су били слични немачким фрајкорима. Иако се противио парламентарној демократији, Хајмвер је имао своје политичко крило, Хајматблок, које је сарађивало са конзервативном владом Енгелберта Долфуса. 1936, Хајмвер је декретом канцелара Курта фон Шушнига узурпиран у Отаџбински фронт, и замењен милицијом наводно мање склоном противљењу режиму, „Фронтмилиц“.

## Порекло и реорганизација
Основан углавном од стране демобилисаних војника након Првог светског рата, Хајмвер је првобитно настао као лабави савез милиција у циљу одбране граница Аустрије. Као и код немачких Фрајкора, на почетку није постојало формално руководство на националном нивоу, као ни политички програм, већ се радило о локалним групама које су активно реаговале на све шта су сматрале за идеолошки неприхватљиво. На пример, у Корушкој, основани су да штите свој регион од Словенаца и трупа Краљевине Југославије. Игнац Зајпел, тадашњи хришћанско-социјалистички канцелар Аустрије, је реорганизовао Хајмвер као „одговор социјалистичком Шуцбунду“ у покушају да заузда моћ социјалиста. Све већа политизација милиција је довела до тога да је Хајмвер учествовао у помоћи полицији да сузбије Јулску побуну 1927.
Најуочљивији део униформе Хајмвера је била зелена капа са репним пером малог тетреба (Tetrao tetrix) (који је раније био симбол тиролског Кајзершицена). Стога су противници припаднике Хајмвера исмевали као „петлове репове“ (-{Hahnenschwanzler
-).

## 1930е
Хајмверу је све до 1930. недостајало право национално заједништво. Тада су вође Хајмвера положиле Корнеубуршку заклетву, која је успоставила темеље аустријског конзервативног национализма (који се разликовао од пан-немачког национализма нацистичке партије), одбацила либералну демократију и марксизам у корист аутократскије владе, и одбацила „класну борбу“ (види чланак аустрофашизам). Ову иницијативу је предводио Рихард Штајдле, кога је подржавао немачки емигрант Валдемар Пабст у покушају да убеди Хајмвер да подржи економску политику корпоративне државе коју је Бенито Мусолини спроводио у Италији.
Кад је Валтер Пфример, регионални вођа Штајерске покушао пуч 1931, није добио подршку од осталих вођа Хајмвера. Након овога, многе хајмвер групе, укључујући штајерску подружницу, су све више прелазиле у Нацистичку партију.
Постојале су тензије између аустријске подружнице Нацистичке партије, која је веровала у пан-немачку државу и залагала се за улазак Аустрије у велику Немчаку, и Хајмвера, који је сматрао да Аустрија треба да остане независна држава. Ово је доводило до ограниченог насиља, укључујући и инцидент када су чланови Нацистичке партије гађали јајима учеснике марша Хајмвера.

## Опадање
Након што је Енгелберт Долфус основао Отаџбински фронт 1934, преузео је контролу над Хајмвером, и спојио га са другим десничарским милицијама уз помоћ вође Хајмвера, Ернста Ридигера Штархемберга. Политички, Хајмбер је доживео пад подршке и значаја услед раста примамљивости нацистичке пан-немачке политике и постепеног окретања италијанске спољне политике ка Немачкој. Услед ових фактора, Долфусов наследник, Курт Шушниг, је утопио преостале елементе Хајмвера у Отаџбински фронт 1936, и тиме је Хајмвер престао да постоји као политичка групација. Ернст Штархемберг је изостављен из нове владе у покушају да се оконча ривалство између приватних армија.